# Otto von Wolmeringhausen

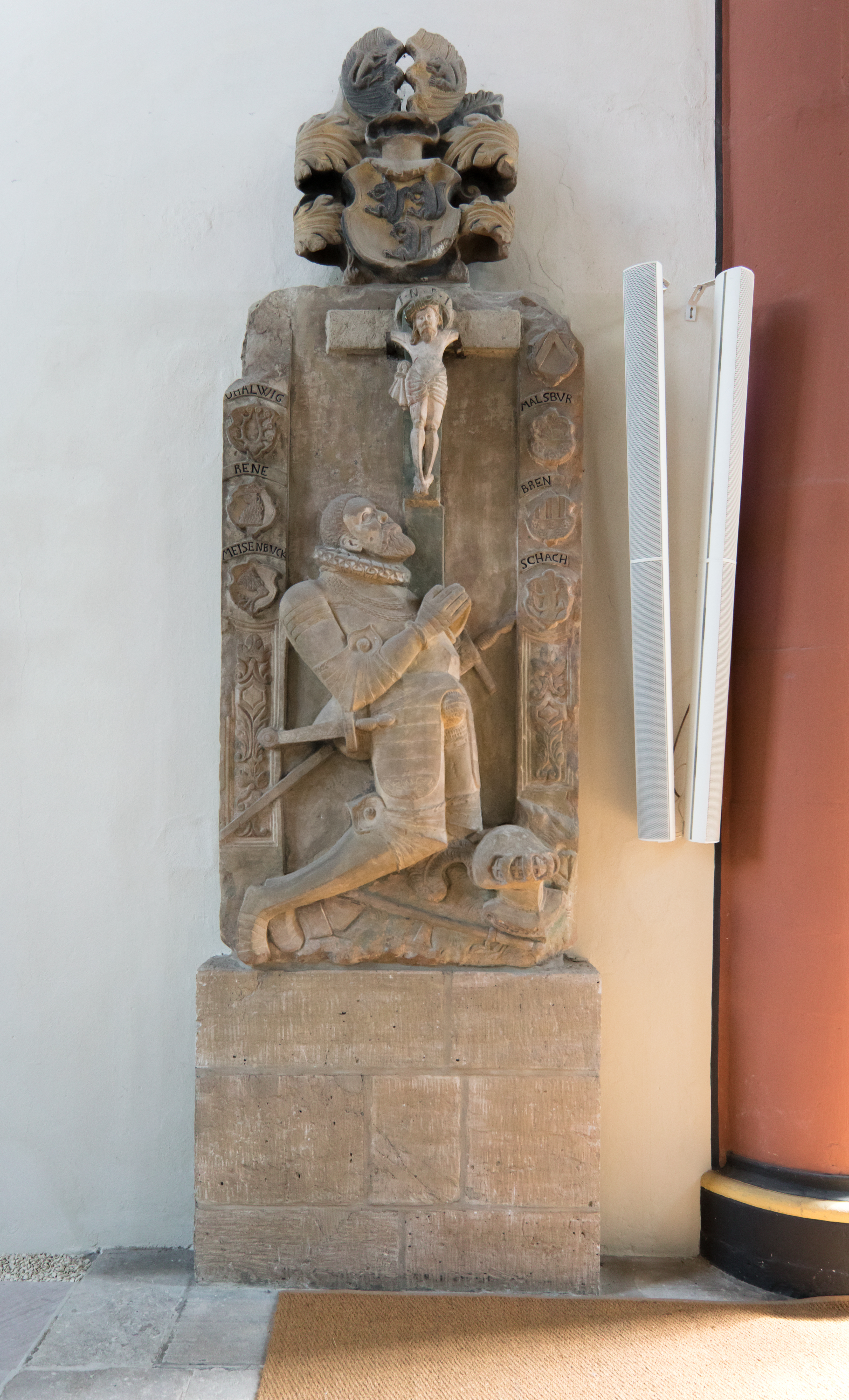
Epitaph des Otto von Wolmeringhausen in der Korbacher Kilianskirche

Otto von Wolmeringhausen (auch Wolmerinkhausen, Wolmerghusen, Wolmerckhusen; * 1530; † 18. Oktober 1591 in Korbach) war ein deutscher Ministerialer. Er diente im Laufe seines Lebens verschiedenen Herren, darunter den Landgrafen von Hessen-Marburg, von Hessen-Darmstadt und von Hessen-Kassel sowie den Grafen von Waldeck. Bekannt wurde er als Rat und einer der führenden Unterstützer des zum Protestantismus konvertierenden Kölner Erzbischofs, Kurfürsten und Herzogs von Westfalen, Gebhard I.

## Leben
Otto stammte aus dem ursprünglich im östlichen Westfalen beheimateten ritterbürtigen Geschlecht derer von Wolmeringhausen. Er war einer von mindestens vier Söhnen des Hermann II. von Wolmeringhausen († um 1562) und dessen Ehefrau Anna geb. von Meschede, eine der beiden Erbtöchter des Godert von Meschede und dadurch Erbin von Ober-Alme. Sein Vater war Hofmeister der Grafen Philipp III. (1486–1539) und Wolrad II. (1509–1578) von Waldeck-Eisenberg. Seine Brüder waren Gobert (Göbert, Gebhard; † 1586), Johann († 1577) und Hermann III. († 1616). Seine Schwester Zeitlose († um 1598) heiratete 1559 Christoph von Meschede zu Niederalme.
Über seinen Werdegang sind nur Bruchstücke bekannt. Im Jahre 1550 war er Student in Marburg. Danach schlug er offensichtlich eine militärische Laufbahn ein, die ihn mehrfach den Dienstherrn wechseln ließ:
- So soll er 1573 Amtmann im Amt Rüsselsheim gewesen sein, als dieses zur Landgrafschaft Hessen-Darmstadt gehörte; ob er dieses Amt bereits vor der Erbteilung Hessens im Jahre 1567 innehatte, ist nicht bekannt.
- 1578/79 ist er als Rittmeister einer Fahne deutscher Reiter im Regiment des Marquis Charles Philippe de Croÿ (1549–1613) in den Niederlanden bekundet.[2]
- Er wird später als Kriegsrat und Rittmeister in Gießen erwähnt, das nach der hessischen Erbteilung zu Hessen-Marburg gehörte.
- Schließlich wird er als Hessen-Kasseler Rittmeister und Kriegsrat zu Kassel genannt und als Obristleutnant des Oberrheinischen Reichskreises.[3]

Besondere Bekanntheit erwarb er sich als westfälischer Rat im Dienst des Kölner Erzbischofs und Herzogs von Westfalen, Gebhard Truchsess von Waldburg, in den Jahren 1582 und 1583, als dieser seine Heirat und seinen Übertritt zum Protestantismus plante und durchführte und den Konfessionswechsel auch in seinem Herrschaftsgebiet durchzusetzen versuchte. So war Wolmeringhausen im November 1582 an der Einnahme von Bonn beteiligt. Er brachte protestantische Prediger aus Hessen und Waldeck nach Westfalen und bereiste selbst viele westfälische Städte, um sie zum Konfessionswechsel zu bewegen; insbesondere in den Städten der östlichen Grenzgebiete (Winterberg, Hallenberg, Stadtberge, Volkmarsen) war dieses Bestreben erfolgreich. Auf dem entscheidenden Landtag in Arnsberg am 12.–14. März 1583 kam es beinahe zu einer bewaffneten Auseinandersetzung zwischen Otto von Wolmeringhausen und Neveling von der Recke, dem Landkomtur der Deutschordensballei Westfalen und einem der führenden Gegner des Konfessionswechsels. Wenige Tage nach dem Landtag von Arnsberg ernannte der Kurfürst Wolmeringhausen und den Werler Drosten und Schlosskommandanten Walter von Karthaus zu (weltlichen) Kirchenkommissaren im Herzogtum Westfalen, um die Reformation dort durchzusetzen.
Nachdem sich der inzwischen als Erzbischof abgesetzte Gebhard 1584 in die Niederlande zurückgezogen hatte, verließ auch Wolmeringhausen Westfalen und ging in die benachbarte Grafschaft Waldeck, wo er u. a. die Burg Meineringhausen als Corveysches Lehen und waldecksches Afterlehen besaß. Wann genau er aus Gebhards Dienst ausschied, ist nicht bekannt. Im Todesjahr 1588 des Grafen Josias I. von Waldeck-Eisenberg ist er als dessen Hofmeister bekundet, er dürfte dieses Amt aber schon früher angetreten haben. 1589 wurde er zum Ober-Scholarchen der drei waldeckischen Schulen ernannt.

## Besitz
Otto von Wolmeringhausen erbte nach seines Vaters Tod um 1562 dessen Besitz in Meineringhausen bei Korbach und auch den vom Vater im Jahre 1533 zur Hälfte durch Heirat und zur Hälfte durch Kauf erworbenen Besitz des Hauses Oberalme bei Brilon. Die dort später aufgetretenen Streitigkeiten zwischen Gerhard von Meschede einerseits und Otto von Wolmeringhausen und Wilke von Bodenhausen (der durch seine Ehe mit der zweiten Erbtochter des Godert von Meschede 1533 die Hälfte von dessen Besitz geerbt hatte, darunter auch das Haus Bruch bei Oberalme) andererseits wurden im Mai und September 1571 durch einen Vergleich beigelegt. Als die Burg Meineringhausen im Jahre 1570 einem Brand zum Opfer fiel, ließ Wolmeringhausen dort eine neue Burganlage mit Wassergraben, Palisaden und Zugbrücke errichten. Daneben erbte er drei Höfe zu Neerdar, die bereits seit 1338 arnsbergisches, ab 1369 kurkölnisches Lehen derer von Wolmeringen waren, sowie 1586 auch das Gut Malberg in Ober-Waroldern, das im Jahre 1533 an seinen Vater gekommen war. In der Stadt Korbach besaß er gemeinsam mit seinem Bruder Johann das im frühen 14. Jahrhundert wohl als feuersicheres Warenlager errichtete, und noch heute erhaltene, steinerne Haus am Kirchplatz 2, das die beiden zu einer repräsentativen, mit einem Kamin beheizbaren Stadtwohnung umbauen ließen. Das Haus ist seit 1925 zentraler Teil des Heimatmuseums Korbach.
Otto von Wolmeringhausen starb ab 18. Oktober 1591 in Korbach und wurde am 22. Oktober 1591 in der dortigen Kilianskirche beigesetzt. Seine Witwe Mechtilde ließ ihm dort ein Epitaph setzen. Es zeigt die Wappen derer von Wolmeringhausen, von Dalwig, von Rhena, von Meysenbug, von Meschede, von der Malsburg, von Brenken und von Schachten, offensichtlich seiner Vorfahren.

## Familie
Otto war in erster Ehe mit Anna geb. von Landsberg verheiratet, Witwe des Jost von Schorlemer. Der Ehe entstammten die Tochter Anna († nach 1611) und zwei früh verstorbene Söhne. In zweiter Ehe war er mit Mechtilde von Viermund zu Oeding, Tochter des Ambrosius IV. von Viermund, vermählt, die noch 1624 auf dem Gut Malberg lebte. Aus dieser Ehe stammte der Sohn Josias (* um 1585; † nach 1619), der Oberalme, Meineringhausen und Gut Malberg erbte und 1606 durch Kauf auch das Haus Bruch in seinen Besitz brachte.